# Centre St-Laurent
Centre St-Laurent est un centre commercial situé dans la ville d'Ottawa, Ontario, dirigé par Morguard REIT. Le centre est localisé au nord de l'autoroute 417 à l'angle du boulevard St-Laurent et du chemin Coventry. Le centre St-Laurent est en opération depuis 1967.
Le centre St-Laurent est le troisième plus grand centre d'achat de la région d'Ottawa-Gatineau avec un espace de location de 865 000 pi2 (80 361 m2). Il est présentement le 27e plus grand centre commercial au Canada. Les propriétaires ont fait une demande à la ville d'Ottawa pour l'autorisation d'entreprendre des rénovations majeures sur le centre. Les changements comprendront aussi un agrandissement du centre qui portera sa superficie à 121 000 m2.

## Commerces
Le centre a un total de 187 boutiques sur deux étages,. On y retrouve deux grandes chaînes:  Toys "R" Us et La Baie d'Hudson. On y retrouve aussi des boutiques comme  SportChek, LCBO et Le Garage.
Au sous-sol du centre, on retrouve un centre d'entraînement GoodLife Fitness, un complexe de divertissements, Herzing College, Willis College, une banque Alterna et quelques petites boutiques.